# Exoprosopa simillima
Exoprosopa simillima är en tvåvingeart som beskrevs av Hesse 1956. Exoprosopa simillima ingår i släktet Exoprosopa och familjen svävflugor. Inga underarter finns listade i Catalogue of Life.